# Tehuelchesaurus benetezii
Tehuelchesaurus benetezii ("lagarto tehuelche de Benítez") es la única especie conocida del género extinto Tehuelchesaurus de dinosaurio saurópodo camarasáurido, que vivió a finales del período Jurásico, hace aproximadamente 155 y 147 millones de años, entre el Kimmeridgiense hasta Titoniense, en lo que hoy es la Sudamérica.

## Descripción
Tehuelchesaurus medía aproximadamente 15 metros de largo y 6 de alto, con un peso estimado de unas 10 toneladas. La longitud del cuello entero y la cola no se conocen, sino se basan en otras proporciones, el húmero mide 1.14 metros de largo, fémur 1,53 m , escapulocoracoides 1,75 m, isquion 1,01 m, ilion 1,12 m, el pubis 0,943 m. Lo más transcendental del hallazgo fue que se encontraron las impresiones de la piel, estas impresiones, corresponden a diferentes partes del cuerpo, y revelan que Tehuelchesaurus estaba cubierto por escamas planas de contorno hexagonal que no se imbricaban como en los lagartos actuales, sino que se ubicaban adyacentes entre sí formando una figura de roseta.

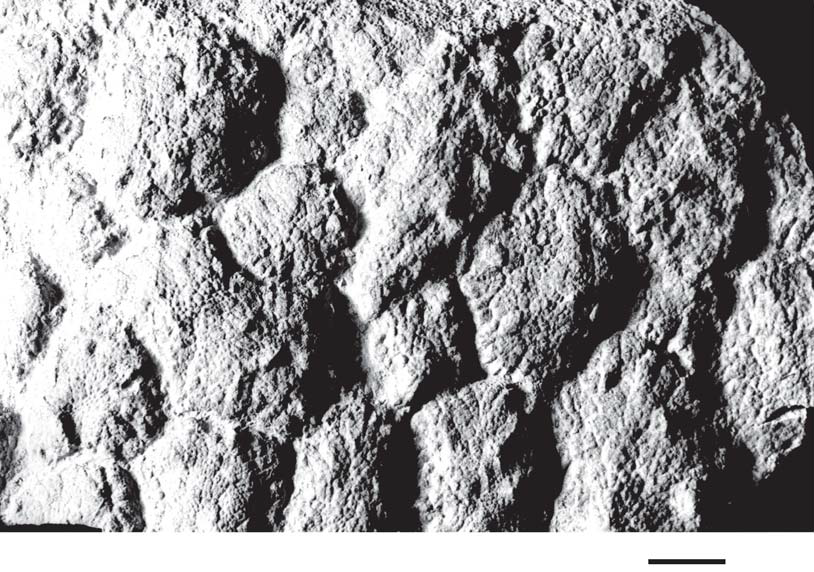
Impresiones de piel de Tehuelchesaurus mostrando escamas tuberculadas grandes. (Barra de escala: 1 cm.)

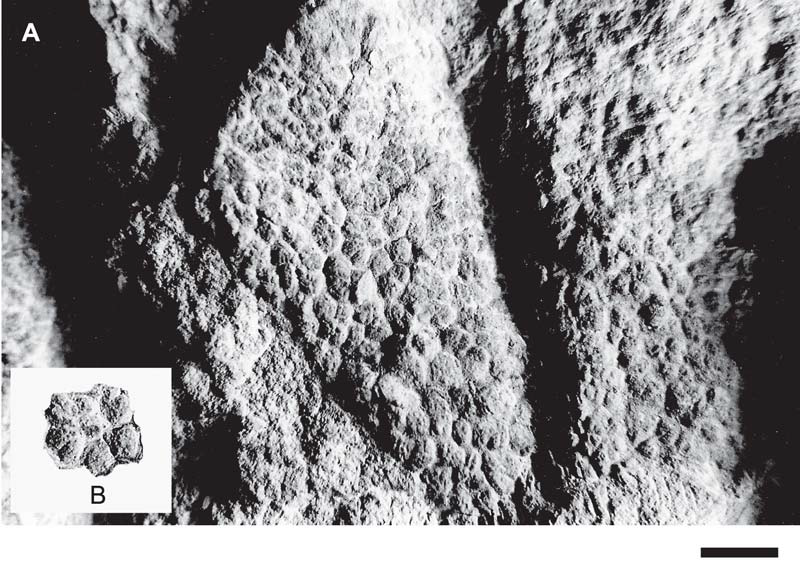
Impresiones de la piel de Tehuelchesaurus. Parche de piel con pequeñas escamas tuberculadas. (Barra de escala: 1 cm).

Todas las vértebras presacras son opistoceleas, aunque el estado completamente articulado de la columna vertebral hace imposible una evaluación precisa de la extensión de su convexidad anterior en la mayoría de las vértebras. Los centros son ligeramente más altos que anchos y esta diferencia se vuelve menos evidente en las dorsales posteriores Los arcos neurales tienen una altura relativamente constante, ligeramente más pequeños que los centros vertebrales Las cigapófisis son relativamente grandes, anchas y de forma ovalada en las dorsales anteriores, pero se vuelven gradualmente más pequeñas en las vértebras más posteriores. Las parapófisis se sitúan en la unión neurocentral en D1 y D2, mientras que en los elementos más posteriores alcanzan una posición ligeramente por encima de la mitad de la altura del arco neural en D4-D8, pero se sitúan de nuevo más ventralmente en las últimas dorsales. Las apófisis transversas y las diapófisis están dañadas en la mayoría de las vértebras, pero cuando se conservan, son cortas y macizas y están dirigidas lateralmente, en lugar de dorsolateral. Las articulaciones de los capítulos de las costillas dorsales en las parapófisis son cóncavas, mientras que las de la tubercula en las apófisis transversas son convexas. Las superficies laterales de los arcos neurales tienen una laminación bien desarrollada, que cambia considerablemente a lo largo de la región preservada de la serie dorsal.
Todas las costillas conservadas con el tipo de Tehuelchesaurus son costillas dorsales y están fragmentadas. Parecen tener la morfología típica de las costillas dorsales de los saurópodos, con un extremo proximal de dos cabezas, una sección transversal en forma de L en el eje proximal y un eje distal en forma de placa bastante masivo. Ninguno de los fragmentos tiene signos de neumatización y no hay agujeros neumáticos ni depresiones en las pocas partes conservadas de los extremos proximales de las costillas.
Los elementos de la extremidad anterior están representados por la escápula y el coracoides derechos completas, que se conservan articuladas, pero no fusionadas, el húmero derecho y el cúbito y el radio izquierdos. El húmero es más bien corto y robusto, con ambos extremos fuertemente expandidos y un eje medio delgado El cúbito es bastante corto y fornido y el radio es fuerte y ambos extremos están expandidos. Sólo se conserva la parte ventral de la lámina postacetabular del ilion derecho en articulación con los extremos laterales de dos costillas sacras y media. El pedúnculo isquiático es bajo y transversalmente expandido. Posterior al pedúnculo, el margen ventral de la hoja posacetabular es delgado, pero se expande rápidamente hacia atrás para formar un tubérculo redondeado notable en el extremo distal del margen ventral de la hoja posacetabular. Medialmente, una plataforma medial baja se extiende desde el pedúnculo isquiático hacia atrás y marca el margen ventral de la unión de las costillas sacras. Como es habitual en los saurópodos, el pubis muestra solo una torsión débil y gradual desde el delantal púbico hasta la parte proximal. El isquion es un poco más largo que el pubis, como en la mayoría de los saurópodos, con la excepción de los titanosáuridos. El eje delgado está ligeramente inclinado hacia atrás en relación con el pedúnculo ilíaco. En el fémura cabeza femoral está bien desarrollada y dirigida medialmente. Como en la mayoría de los saurópodos, está ligeramente elevado por encima del nivel del trocánter mayor, que también está bien desarrollado y es aproximadamente tan ancho como la cabeza. Una marcada expansión lateral está presente en el cuarto proximal del hueso, como la condición que se encuentra en los titanosauriformes.

## Descubrimiento e investigación

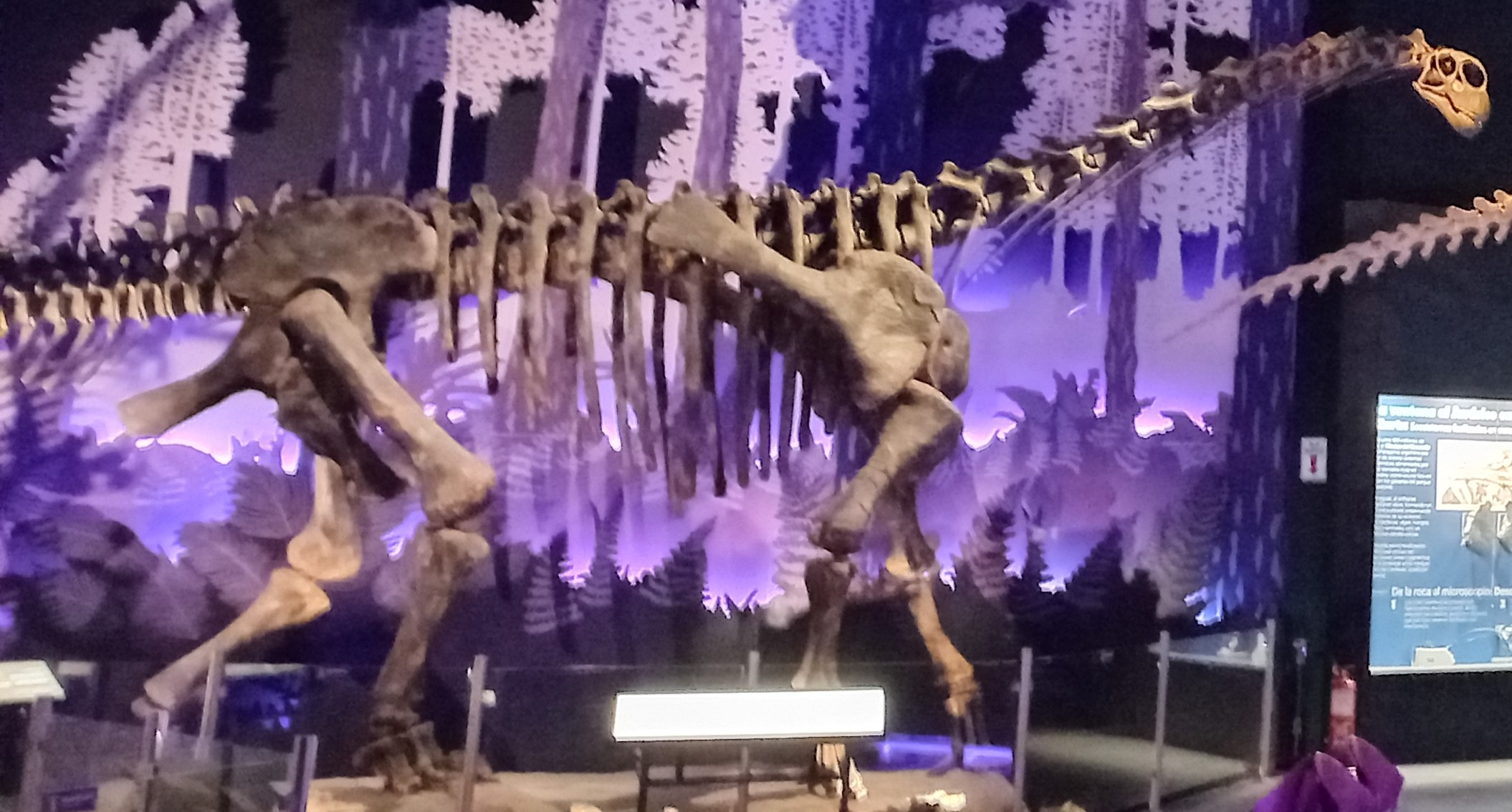
Esqueleto reconstruido exhibido en el Museo Paleontológico Egidio Feruglio en Trelew, Argentina.

Los restos fósiles de Tehuelchesaurus fueron descubiertos en la Formación Cañadón Calcáreo de la Provincia del Chubut, en la Argentina, originalmente se lo había descrito como de la sección superior de Formación Cañadón Asfalto datada ente el intervalo Oxfordiense a Kimmeridgiense al Titoniense. Se ha encontrado el 50% del esqueleto, ejemplar MPEF-PV 1125, sin cráneo, que incluye 10 vértebras presacras articuladas más un elemento erosionado, 4 vértebras sacras, partes del yugo sacricostal, varias costillas, escapulacoracoideo derecho, húmero derecho, radio y cúbito izquierdos, fragmento de ilion derecho, pubis derecho y fragmento de pubis izquierdo, isquion izquierdo y diáfisis del isquion derecho, ambos fémures e impresiones cutáneas. Junto a estos además se hallaron dientes de un terópodo indeterminado. Faltando la cola, el cuello y el cráneo. La denominación del género proviene del nombre de una tribu patagónica nativa, los Tehuelches y la especie en honor a Aldo Benítez, quien descubriera los restos.

## Clasificación
En un principio se pensó que Tehuelchesaurus era un Eusauropodo muy parecido a Omeisaurus de China del Jurásico Medio, lo que indicaría una cierta continuidad faunística entre la Patagonia y Asia Oriental durante ese tiempo. Se distingue de este último por la forma del coracoides, el radio y el cúbito, y las formas del pubis e isquion, todas las vértebras dorsales tienen los pseudopleurocoelos, depresiones profundas en los centros pero sin compartimientos internos y centros opistocoelos, diferente a los de Barapasaurus y Patagosaurus. La última revisión filogenética lo relaciona con Camarasaurus y Galveosaurus dentro de Camarasauromorpha aunque fuera de Titanosauriformes. En este análisis se encontró que Tehuelchesaurus era un macronario basal más derivado que Europasaurus, pero fuera de un clado formado por Tastavinisaurus y Janenschia y camarasauromorfos superiores. Se vio que forma un clado con Galvesaurus. La monofilia de Tehuelchesaurus y Galvesaurus está respaldada por dos sinapomorfias inequívocas. Primero, las espinas neurales de las vértebras dorsales de Tehuelchesaurus y Galvesaurus son inusuales para un saurópodo macronario. Las espinas neurales de estos taxones son lateromedialmente estrechas y anteroposteriormente alargadas. El segundo carácter compartido por los dos taxones las laminas espinopostzigoapofisarias indivisas. c c<artacteristica que se adquirió de manera convergente en somphospondilos. La posición de Tehuelchesaurus más Galvesaurus como camarasauromorfos que son más derivados que Europasaurus está respaldada por los siguientes caracteres sinapomórficos que están presentes en el taxón anterior, costillas dorsales anteriores en forma de tablón y una protuberancia lateral en el eje proximal del fémur. Otra apomorfia en este nodo podría ser la presencia de un foramen neumático o una depresión profunda en la fosa infradiapofisaria, aunque la distribución de este carácter en la base de Camarasauromorpha es ambigua. Sinapomorfias de Camarasauromorpha de Tehuelchesaurus incluyen un proceso de acromion de la escápula que se encuentra cerca del punto medio del cuerpo escapular y un contacto puboisquiático que alcanza la mitad de la longitud del pubis. Una posible sinapomorfia de los macronarios presentes en Tehuelchesaurus es la presencia de pleurocelos agudos posteriores en las vértebras dorsales anteriores. Este carácter generalmente está presente en el clado que contiene Euhelopus y más camarasauromorfos derivados, pero su distribución entre los macronarios basales es problemática, ya que está presente en Haplocanthosaurus y Europasaurus, pero ausente en Camarasaurus , Galvesaurus y Tastavinisaurus.

### Filogenia
El siguiente cladograma se basa en el análisis José L. Carballido, Oliver W. M. Rauhut, Diego Pol y Leonardo Salgado de 2011.
|  | Galvesaurus     |
|  |                 |
|  | Tehuelchesaurus |
|  |                 |

|  | Janenschia     |
|  |                |
|  | Tastavinsaurus |
|  |                |

|  | Chubutisaurus |
|  |               |
|  | Wintonotitan  |
|  |               |

|  | Brachiosauridae                                                  |
|  |                                                                  |
|  | \| \| Phuwiangosaurus \| \| \| \| \| \| Titanosauria \| \| \| \| |
|  |                                                                  |
|  | Phuwiangosaurus                                                  |
|  |                                                                  |
|  | Titanosauria                                                     |
|  |                                                                  |

|  | Phuwiangosaurus |
|  |                 |
|  | Titanosauria    |
|  |                 |

|  | Chubutisaurus |
|  |               |
|  | Wintonotitan  |
|  |               |

|  | Brachiosauridae                                                  |
|  |                                                                  |
|  | \| \| Phuwiangosaurus \| \| \| \| \| \| Titanosauria \| \| \| \| |
|  |                                                                  |
|  | Phuwiangosaurus                                                  |
|  |                                                                  |
|  | Titanosauria                                                     |
|  |                                                                  |

|  | Phuwiangosaurus |
|  |                 |
|  | Titanosauria    |
|  |                 |

|  | Chubutisaurus |
|  |               |
|  | Wintonotitan  |
|  |               |

|  | Brachiosauridae                                                  |
|  |                                                                  |
|  | \| \| Phuwiangosaurus \| \| \| \| \| \| Titanosauria \| \| \| \| |
|  |                                                                  |
|  | Phuwiangosaurus                                                  |
|  |                                                                  |
|  | Titanosauria                                                     |
|  |                                                                  |

|  | Phuwiangosaurus |
|  |                 |
|  | Titanosauria    |
|  |                 |

|  | Chubutisaurus |
|  |               |
|  | Wintonotitan  |
|  |               |

|  | Brachiosauridae                                                  |
|  |                                                                  |
|  | \| \| Phuwiangosaurus \| \| \| \| \| \| Titanosauria \| \| \| \| |
|  |                                                                  |
|  | Phuwiangosaurus                                                  |
|  |                                                                  |
|  | Titanosauria                                                     |
|  |                                                                  |

|  | Phuwiangosaurus |
|  |                 |
|  | Titanosauria    |
|  |                 |

|  | Janenschia     |
|  |                |
|  | Tastavinsaurus |
|  |                |

|  | Chubutisaurus |
|  |               |
|  | Wintonotitan  |
|  |               |

|  | Brachiosauridae                                                  |
|  |                                                                  |
|  | \| \| Phuwiangosaurus \| \| \| \| \| \| Titanosauria \| \| \| \| |
|  |                                                                  |
|  | Phuwiangosaurus                                                  |
|  |                                                                  |
|  | Titanosauria                                                     |
|  |                                                                  |

|  | Phuwiangosaurus |
|  |                 |
|  | Titanosauria    |
|  |                 |

|  | Chubutisaurus |
|  |               |
|  | Wintonotitan  |
|  |               |

|  | Brachiosauridae                                                  |
|  |                                                                  |
|  | \| \| Phuwiangosaurus \| \| \| \| \| \| Titanosauria \| \| \| \| |
|  |                                                                  |
|  | Phuwiangosaurus                                                  |
|  |                                                                  |
|  | Titanosauria                                                     |
|  |                                                                  |

|  | Phuwiangosaurus |
|  |                 |
|  | Titanosauria    |
|  |                 |

|  | Chubutisaurus |
|  |               |
|  | Wintonotitan  |
|  |               |

|  | Brachiosauridae                                                  |
|  |                                                                  |
|  | \| \| Phuwiangosaurus \| \| \| \| \| \| Titanosauria \| \| \| \| |
|  |                                                                  |
|  | Phuwiangosaurus                                                  |
|  |                                                                  |
|  | Titanosauria                                                     |
|  |                                                                  |

|  | Phuwiangosaurus |
|  |                 |
|  | Titanosauria    |
|  |                 |

|  | Chubutisaurus |
|  |               |
|  | Wintonotitan  |
|  |               |

|  | Brachiosauridae                                                  |
|  |                                                                  |
|  | \| \| Phuwiangosaurus \| \| \| \| \| \| Titanosauria \| \| \| \| |
|  |                                                                  |
|  | Phuwiangosaurus                                                  |
|  |                                                                  |
|  | Titanosauria                                                     |
|  |                                                                  |

|  | Phuwiangosaurus |
|  |                 |
|  | Titanosauria    |
|  |                 |

|  | Galvesaurus     |
|  |                 |
|  | Tehuelchesaurus |
|  |                 |

|  | Janenschia     |
|  |                |
|  | Tastavinsaurus |
|  |                |

|  | Chubutisaurus |
|  |               |
|  | Wintonotitan  |
|  |               |

|  | Brachiosauridae                                                  |
|  |                                                                  |
|  | \| \| Phuwiangosaurus \| \| \| \| \| \| Titanosauria \| \| \| \| |
|  |                                                                  |
|  | Phuwiangosaurus                                                  |
|  |                                                                  |
|  | Titanosauria                                                     |
|  |                                                                  |

|  | Phuwiangosaurus |
|  |                 |
|  | Titanosauria    |
|  |                 |

|  | Chubutisaurus |
|  |               |
|  | Wintonotitan  |
|  |               |

|  | Brachiosauridae                                                  |
|  |                                                                  |
|  | \| \| Phuwiangosaurus \| \| \| \| \| \| Titanosauria \| \| \| \| |
|  |                                                                  |
|  | Phuwiangosaurus                                                  |
|  |                                                                  |
|  | Titanosauria                                                     |
|  |                                                                  |

|  | Phuwiangosaurus |
|  |                 |
|  | Titanosauria    |
|  |                 |

|  | Chubutisaurus |
|  |               |
|  | Wintonotitan  |
|  |               |

|  | Brachiosauridae                                                  |
|  |                                                                  |
|  | \| \| Phuwiangosaurus \| \| \| \| \| \| Titanosauria \| \| \| \| |
|  |                                                                  |
|  | Phuwiangosaurus                                                  |
|  |                                                                  |
|  | Titanosauria                                                     |
|  |                                                                  |

|  | Phuwiangosaurus |
|  |                 |
|  | Titanosauria    |
|  |                 |

|  | Chubutisaurus |
|  |               |
|  | Wintonotitan  |
|  |               |

|  | Brachiosauridae                                                  |
|  |                                                                  |
|  | \| \| Phuwiangosaurus \| \| \| \| \| \| Titanosauria \| \| \| \| |
|  |                                                                  |
|  | Phuwiangosaurus                                                  |
|  |                                                                  |
|  | Titanosauria                                                     |
|  |                                                                  |

|  | Phuwiangosaurus |
|  |                 |
|  | Titanosauria    |
|  |                 |

|  | Janenschia     |
|  |                |
|  | Tastavinsaurus |
|  |                |

|  | Chubutisaurus |
|  |               |
|  | Wintonotitan  |
|  |               |

|  | Brachiosauridae                                                  |
|  |                                                                  |
|  | \| \| Phuwiangosaurus \| \| \| \| \| \| Titanosauria \| \| \| \| |
|  |                                                                  |
|  | Phuwiangosaurus                                                  |
|  |                                                                  |
|  | Titanosauria                                                     |
|  |                                                                  |

|  | Phuwiangosaurus |
|  |                 |
|  | Titanosauria    |
|  |                 |

|  | Chubutisaurus |
|  |               |
|  | Wintonotitan  |
|  |               |

|  | Brachiosauridae                                                  |
|  |                                                                  |
|  | \| \| Phuwiangosaurus \| \| \| \| \| \| Titanosauria \| \| \| \| |
|  |                                                                  |
|  | Phuwiangosaurus                                                  |
|  |                                                                  |
|  | Titanosauria                                                     |
|  |                                                                  |

|  | Phuwiangosaurus |
|  |                 |
|  | Titanosauria    |
|  |                 |

|  | Chubutisaurus |
|  |               |
|  | Wintonotitan  |
|  |               |

|  | Brachiosauridae                                                  |
|  |                                                                  |
|  | \| \| Phuwiangosaurus \| \| \| \| \| \| Titanosauria \| \| \| \| |
|  |                                                                  |
|  | Phuwiangosaurus                                                  |
|  |                                                                  |
|  | Titanosauria                                                     |
|  |                                                                  |

|  | Phuwiangosaurus |
|  |                 |
|  | Titanosauria    |
|  |                 |

|  | Chubutisaurus |
|  |               |
|  | Wintonotitan  |
|  |               |

|  | Brachiosauridae                                                  |
|  |                                                                  |
|  | \| \| Phuwiangosaurus \| \| \| \| \| \| Titanosauria \| \| \| \| |
|  |                                                                  |
|  | Phuwiangosaurus                                                  |
|  |                                                                  |
|  | Titanosauria                                                     |
|  |                                                                  |

|  | Phuwiangosaurus |
|  |                 |
|  | Titanosauria    |
|  |                 |

|  | Galvesaurus     |
|  |                 |
|  | Tehuelchesaurus |
|  |                 |

|  | Janenschia     |
|  |                |
|  | Tastavinsaurus |
|  |                |

|  | Chubutisaurus |
|  |               |
|  | Wintonotitan  |
|  |               |

|  | Brachiosauridae                                                  |
|  |                                                                  |
|  | \| \| Phuwiangosaurus \| \| \| \| \| \| Titanosauria \| \| \| \| |
|  |                                                                  |
|  | Phuwiangosaurus                                                  |
|  |                                                                  |
|  | Titanosauria                                                     |
|  |                                                                  |

|  | Phuwiangosaurus |
|  |                 |
|  | Titanosauria    |
|  |                 |

|  | Chubutisaurus |
|  |               |
|  | Wintonotitan  |
|  |               |

|  | Brachiosauridae                                                  |
|  |                                                                  |
|  | \| \| Phuwiangosaurus \| \| \| \| \| \| Titanosauria \| \| \| \| |
|  |                                                                  |
|  | Phuwiangosaurus                                                  |
|  |                                                                  |
|  | Titanosauria                                                     |
|  |                                                                  |

|  | Phuwiangosaurus |
|  |                 |
|  | Titanosauria    |
|  |                 |

|  | Chubutisaurus |
|  |               |
|  | Wintonotitan  |
|  |               |

|  | Brachiosauridae                                                  |
|  |                                                                  |
|  | \| \| Phuwiangosaurus \| \| \| \| \| \| Titanosauria \| \| \| \| |
|  |                                                                  |
|  | Phuwiangosaurus                                                  |
|  |                                                                  |
|  | Titanosauria                                                     |
|  |                                                                  |

|  | Phuwiangosaurus |
|  |                 |
|  | Titanosauria    |
|  |                 |

|  | Chubutisaurus |
|  |               |
|  | Wintonotitan  |
|  |               |

|  | Brachiosauridae                                                  |
|  |                                                                  |
|  | \| \| Phuwiangosaurus \| \| \| \| \| \| Titanosauria \| \| \| \| |
|  |                                                                  |
|  | Phuwiangosaurus                                                  |
|  |                                                                  |
|  | Titanosauria                                                     |
|  |                                                                  |

|  | Phuwiangosaurus |
|  |                 |
|  | Titanosauria    |
|  |                 |

|  | Janenschia     |
|  |                |
|  | Tastavinsaurus |
|  |                |

|  | Chubutisaurus |
|  |               |
|  | Wintonotitan  |
|  |               |

|  | Brachiosauridae                                                  |
|  |                                                                  |
|  | \| \| Phuwiangosaurus \| \| \| \| \| \| Titanosauria \| \| \| \| |
|  |                                                                  |
|  | Phuwiangosaurus                                                  |
|  |                                                                  |
|  | Titanosauria                                                     |
|  |                                                                  |

|  | Phuwiangosaurus |
|  |                 |
|  | Titanosauria    |
|  |                 |

|  | Chubutisaurus |
|  |               |
|  | Wintonotitan  |
|  |               |

|  | Brachiosauridae                                                  |
|  |                                                                  |
|  | \| \| Phuwiangosaurus \| \| \| \| \| \| Titanosauria \| \| \| \| |
|  |                                                                  |
|  | Phuwiangosaurus                                                  |
|  |                                                                  |
|  | Titanosauria                                                     |
|  |                                                                  |

|  | Phuwiangosaurus |
|  |                 |
|  | Titanosauria    |
|  |                 |

|  | Chubutisaurus |
|  |               |
|  | Wintonotitan  |
|  |               |

|  | Brachiosauridae                                                  |
|  |                                                                  |
|  | \| \| Phuwiangosaurus \| \| \| \| \| \| Titanosauria \| \| \| \| |
|  |                                                                  |
|  | Phuwiangosaurus                                                  |
|  |                                                                  |
|  | Titanosauria                                                     |
|  |                                                                  |

|  | Phuwiangosaurus |
|  |                 |
|  | Titanosauria    |
|  |                 |

|  | Chubutisaurus |
|  |               |
|  | Wintonotitan  |
|  |               |

|  | Brachiosauridae                                                  |
|  |                                                                  |
|  | \| \| Phuwiangosaurus \| \| \| \| \| \| Titanosauria \| \| \| \| |
|  |                                                                  |
|  | Phuwiangosaurus                                                  |
|  |                                                                  |
|  | Titanosauria                                                     |
|  |                                                                  |

|  | Phuwiangosaurus |
|  |                 |
|  | Titanosauria    |
|  |                 |

|  | Galvesaurus     |
|  |                 |
|  | Tehuelchesaurus |
|  |                 |

|  | Janenschia     |
|  |                |
|  | Tastavinsaurus |
|  |                |

|  | Chubutisaurus |
|  |               |
|  | Wintonotitan  |
|  |               |

|  | Brachiosauridae                                                  |
|  |                                                                  |
|  | \| \| Phuwiangosaurus \| \| \| \| \| \| Titanosauria \| \| \| \| |
|  |                                                                  |
|  | Phuwiangosaurus                                                  |
|  |                                                                  |
|  | Titanosauria                                                     |
|  |                                                                  |

|  | Phuwiangosaurus |
|  |                 |
|  | Titanosauria    |
|  |                 |

|  | Chubutisaurus |
|  |               |
|  | Wintonotitan  |
|  |               |

|  | Brachiosauridae                                                  |
|  |                                                                  |
|  | \| \| Phuwiangosaurus \| \| \| \| \| \| Titanosauria \| \| \| \| |
|  |                                                                  |
|  | Phuwiangosaurus                                                  |
|  |                                                                  |
|  | Titanosauria                                                     |
|  |                                                                  |

|  | Phuwiangosaurus |
|  |                 |
|  | Titanosauria    |
|  |                 |

|  | Chubutisaurus |
|  |               |
|  | Wintonotitan  |
|  |               |

|  | Brachiosauridae                                                  |
|  |                                                                  |
|  | \| \| Phuwiangosaurus \| \| \| \| \| \| Titanosauria \| \| \| \| |
|  |                                                                  |
|  | Phuwiangosaurus                                                  |
|  |                                                                  |
|  | Titanosauria                                                     |
|  |                                                                  |

|  | Phuwiangosaurus |
|  |                 |
|  | Titanosauria    |
|  |                 |

|  | Chubutisaurus |
|  |               |
|  | Wintonotitan  |
|  |               |

|  | Brachiosauridae                                                  |
|  |                                                                  |
|  | \| \| Phuwiangosaurus \| \| \| \| \| \| Titanosauria \| \| \| \| |
|  |                                                                  |
|  | Phuwiangosaurus                                                  |
|  |                                                                  |
|  | Titanosauria                                                     |
|  |                                                                  |

|  | Phuwiangosaurus |
|  |                 |
|  | Titanosauria    |
|  |                 |

|  | Janenschia     |
|  |                |
|  | Tastavinsaurus |
|  |                |

|  | Chubutisaurus |
|  |               |
|  | Wintonotitan  |
|  |               |

|  | Brachiosauridae                                                  |
|  |                                                                  |
|  | \| \| Phuwiangosaurus \| \| \| \| \| \| Titanosauria \| \| \| \| |
|  |                                                                  |
|  | Phuwiangosaurus                                                  |
|  |                                                                  |
|  | Titanosauria                                                     |
|  |                                                                  |

|  | Phuwiangosaurus |
|  |                 |
|  | Titanosauria    |
|  |                 |

|  | Chubutisaurus |
|  |               |
|  | Wintonotitan  |
|  |               |

|  | Brachiosauridae                                                  |
|  |                                                                  |
|  | \| \| Phuwiangosaurus \| \| \| \| \| \| Titanosauria \| \| \| \| |
|  |                                                                  |
|  | Phuwiangosaurus                                                  |
|  |                                                                  |
|  | Titanosauria                                                     |
|  |                                                                  |

|  | Phuwiangosaurus |
|  |                 |
|  | Titanosauria    |
|  |                 |

|  | Chubutisaurus |
|  |               |
|  | Wintonotitan  |
|  |               |

|  | Brachiosauridae                                                  |
|  |                                                                  |
|  | \| \| Phuwiangosaurus \| \| \| \| \| \| Titanosauria \| \| \| \| |
|  |                                                                  |
|  | Phuwiangosaurus                                                  |
|  |                                                                  |
|  | Titanosauria                                                     |
|  |                                                                  |

|  | Phuwiangosaurus |
|  |                 |
|  | Titanosauria    |
|  |                 |

|  | Chubutisaurus |
|  |               |
|  | Wintonotitan  |
|  |               |

|  | Brachiosauridae                                                  |
|  |                                                                  |
|  | \| \| Phuwiangosaurus \| \| \| \| \| \| Titanosauria \| \| \| \| |
|  |                                                                  |
|  | Phuwiangosaurus                                                  |
|  |                                                                  |
|  | Titanosauria                                                     |
|  |                                                                  |

|  | Phuwiangosaurus |
|  |                 |
|  | Titanosauria    |
|  |                 |

|  | Galvesaurus     |
|  |                 |
|  | Tehuelchesaurus |
|  |                 |

|  | Janenschia     |
|  |                |
|  | Tastavinsaurus |
|  |                |

|  | Chubutisaurus |
|  |               |
|  | Wintonotitan  |
|  |               |

|  | Brachiosauridae                                                  |
|  |                                                                  |
|  | \| \| Phuwiangosaurus \| \| \| \| \| \| Titanosauria \| \| \| \| |
|  |                                                                  |
|  | Phuwiangosaurus                                                  |
|  |                                                                  |
|  | Titanosauria                                                     |
|  |                                                                  |

|  | Phuwiangosaurus |
|  |                 |
|  | Titanosauria    |
|  |                 |

|  | Chubutisaurus |
|  |               |
|  | Wintonotitan  |
|  |               |

|  | Brachiosauridae                                                  |
|  |                                                                  |
|  | \| \| Phuwiangosaurus \| \| \| \| \| \| Titanosauria \| \| \| \| |
|  |                                                                  |
|  | Phuwiangosaurus                                                  |
|  |                                                                  |
|  | Titanosauria                                                     |
|  |                                                                  |

|  | Phuwiangosaurus |
|  |                 |
|  | Titanosauria    |
|  |                 |

|  | Chubutisaurus |
|  |               |
|  | Wintonotitan  |
|  |               |

|  | Brachiosauridae                                                  |
|  |                                                                  |
|  | \| \| Phuwiangosaurus \| \| \| \| \| \| Titanosauria \| \| \| \| |
|  |                                                                  |
|  | Phuwiangosaurus                                                  |
|  |                                                                  |
|  | Titanosauria                                                     |
|  |                                                                  |

|  | Phuwiangosaurus |
|  |                 |
|  | Titanosauria    |
|  |                 |

|  | Chubutisaurus |
|  |               |
|  | Wintonotitan  |
|  |               |

|  | Brachiosauridae                                                  |
|  |                                                                  |
|  | \| \| Phuwiangosaurus \| \| \| \| \| \| Titanosauria \| \| \| \| |
|  |                                                                  |
|  | Phuwiangosaurus                                                  |
|  |                                                                  |
|  | Titanosauria                                                     |
|  |                                                                  |

|  | Phuwiangosaurus |
|  |                 |
|  | Titanosauria    |
|  |                 |

|  | Janenschia     |
|  |                |
|  | Tastavinsaurus |
|  |                |

|  | Chubutisaurus |
|  |               |
|  | Wintonotitan  |
|  |               |

|  | Brachiosauridae                                                  |
|  |                                                                  |
|  | \| \| Phuwiangosaurus \| \| \| \| \| \| Titanosauria \| \| \| \| |
|  |                                                                  |
|  | Phuwiangosaurus                                                  |
|  |                                                                  |
|  | Titanosauria                                                     |
|  |                                                                  |

|  | Phuwiangosaurus |
|  |                 |
|  | Titanosauria    |
|  |                 |

|  | Chubutisaurus |
|  |               |
|  | Wintonotitan  |
|  |               |

|  | Brachiosauridae                                                  |
|  |                                                                  |
|  | \| \| Phuwiangosaurus \| \| \| \| \| \| Titanosauria \| \| \| \| |
|  |                                                                  |
|  | Phuwiangosaurus                                                  |
|  |                                                                  |
|  | Titanosauria                                                     |
|  |                                                                  |

|  | Phuwiangosaurus |
|  |                 |
|  | Titanosauria    |
|  |                 |

|  | Chubutisaurus |
|  |               |
|  | Wintonotitan  |
|  |               |

|  | Brachiosauridae                                                  |
|  |                                                                  |
|  | \| \| Phuwiangosaurus \| \| \| \| \| \| Titanosauria \| \| \| \| |
|  |                                                                  |
|  | Phuwiangosaurus                                                  |
|  |                                                                  |
|  | Titanosauria                                                     |
|  |                                                                  |

|  | Phuwiangosaurus |
|  |                 |
|  | Titanosauria    |
|  |                 |

|  | Chubutisaurus |
|  |               |
|  | Wintonotitan  |
|  |               |

|  | Brachiosauridae                                                  |
|  |                                                                  |
|  | \| \| Phuwiangosaurus \| \| \| \| \| \| Titanosauria \| \| \| \| |
|  |                                                                  |
|  | Phuwiangosaurus                                                  |
|  |                                                                  |
|  | Titanosauria                                                     |
|  |                                                                  |

|  | Phuwiangosaurus |
|  |                 |
|  | Titanosauria    |
|  |                 |

|  | Galvesaurus     |
|  |                 |
|  | Tehuelchesaurus |
|  |                 |

|  | Janenschia     |
|  |                |
|  | Tastavinsaurus |
|  |                |

|  | Chubutisaurus |
|  |               |
|  | Wintonotitan  |
|  |               |

|  | Brachiosauridae                                                  |
|  |                                                                  |
|  | \| \| Phuwiangosaurus \| \| \| \| \| \| Titanosauria \| \| \| \| |
|  |                                                                  |
|  | Phuwiangosaurus                                                  |
|  |                                                                  |
|  | Titanosauria                                                     |
|  |                                                                  |

|  | Phuwiangosaurus |
|  |                 |
|  | Titanosauria    |
|  |                 |

|  | Chubutisaurus |
|  |               |
|  | Wintonotitan  |
|  |               |

|  | Brachiosauridae                                                  |
|  |                                                                  |
|  | \| \| Phuwiangosaurus \| \| \| \| \| \| Titanosauria \| \| \| \| |
|  |                                                                  |
|  | Phuwiangosaurus                                                  |
|  |                                                                  |
|  | Titanosauria                                                     |
|  |                                                                  |

|  | Phuwiangosaurus |
|  |                 |
|  | Titanosauria    |
|  |                 |

|  | Chubutisaurus |
|  |               |
|  | Wintonotitan  |
|  |               |

|  | Brachiosauridae                                                  |
|  |                                                                  |
|  | \| \| Phuwiangosaurus \| \| \| \| \| \| Titanosauria \| \| \| \| |
|  |                                                                  |
|  | Phuwiangosaurus                                                  |
|  |                                                                  |
|  | Titanosauria                                                     |
|  |                                                                  |

|  | Phuwiangosaurus |
|  |                 |
|  | Titanosauria    |
|  |                 |

|  | Chubutisaurus |
|  |               |
|  | Wintonotitan  |
|  |               |

|  | Brachiosauridae                                                  |
|  |                                                                  |
|  | \| \| Phuwiangosaurus \| \| \| \| \| \| Titanosauria \| \| \| \| |
|  |                                                                  |
|  | Phuwiangosaurus                                                  |
|  |                                                                  |
|  | Titanosauria                                                     |
|  |                                                                  |

|  | Phuwiangosaurus |
|  |                 |
|  | Titanosauria    |
|  |                 |

|  | Janenschia     |
|  |                |
|  | Tastavinsaurus |
|  |                |

|  | Chubutisaurus |
|  |               |
|  | Wintonotitan  |
|  |               |

|  | Brachiosauridae                                                  |
|  |                                                                  |
|  | \| \| Phuwiangosaurus \| \| \| \| \| \| Titanosauria \| \| \| \| |
|  |                                                                  |
|  | Phuwiangosaurus                                                  |
|  |                                                                  |
|  | Titanosauria                                                     |
|  |                                                                  |

|  | Phuwiangosaurus |
|  |                 |
|  | Titanosauria    |
|  |                 |

|  | Chubutisaurus |
|  |               |
|  | Wintonotitan  |
|  |               |

|  | Brachiosauridae                                                  |
|  |                                                                  |
|  | \| \| Phuwiangosaurus \| \| \| \| \| \| Titanosauria \| \| \| \| |
|  |                                                                  |
|  | Phuwiangosaurus                                                  |
|  |                                                                  |
|  | Titanosauria                                                     |
|  |                                                                  |

|  | Phuwiangosaurus |
|  |                 |
|  | Titanosauria    |
|  |                 |

|  | Chubutisaurus |
|  |               |
|  | Wintonotitan  |
|  |               |

|  | Brachiosauridae                                                  |
|  |                                                                  |
|  | \| \| Phuwiangosaurus \| \| \| \| \| \| Titanosauria \| \| \| \| |
|  |                                                                  |
|  | Phuwiangosaurus                                                  |
|  |                                                                  |
|  | Titanosauria                                                     |
|  |                                                                  |

|  | Phuwiangosaurus |
|  |                 |
|  | Titanosauria    |
|  |                 |

|  | Chubutisaurus |
|  |               |
|  | Wintonotitan  |
|  |               |

|  | Brachiosauridae                                                  |
|  |                                                                  |
|  | \| \| Phuwiangosaurus \| \| \| \| \| \| Titanosauria \| \| \| \| |
|  |                                                                  |
|  | Phuwiangosaurus                                                  |
|  |                                                                  |
|  | Titanosauria                                                     |
|  |                                                                  |

|  | Phuwiangosaurus |
|  |                 |
|  | Titanosauria    |
|  |                 |

|  | Galvesaurus     |
|  |                 |
|  | Tehuelchesaurus |
|  |                 |

|  | Janenschia     |
|  |                |
|  | Tastavinsaurus |
|  |                |

|  | Chubutisaurus |
|  |               |
|  | Wintonotitan  |
|  |               |

|  | Brachiosauridae                                                  |
|  |                                                                  |
|  | \| \| Phuwiangosaurus \| \| \| \| \| \| Titanosauria \| \| \| \| |
|  |                                                                  |
|  | Phuwiangosaurus                                                  |
|  |                                                                  |
|  | Titanosauria                                                     |
|  |                                                                  |

|  | Phuwiangosaurus |
|  |                 |
|  | Titanosauria    |
|  |                 |

|  | Chubutisaurus |
|  |               |
|  | Wintonotitan  |
|  |               |

|  | Brachiosauridae                                                  |
|  |                                                                  |
|  | \| \| Phuwiangosaurus \| \| \| \| \| \| Titanosauria \| \| \| \| |
|  |                                                                  |
|  | Phuwiangosaurus                                                  |
|  |                                                                  |
|  | Titanosauria                                                     |
|  |                                                                  |

|  | Phuwiangosaurus |
|  |                 |
|  | Titanosauria    |
|  |                 |

|  | Chubutisaurus |
|  |               |
|  | Wintonotitan  |
|  |               |

|  | Brachiosauridae                                                  |
|  |                                                                  |
|  | \| \| Phuwiangosaurus \| \| \| \| \| \| Titanosauria \| \| \| \| |
|  |                                                                  |
|  | Phuwiangosaurus                                                  |
|  |                                                                  |
|  | Titanosauria                                                     |
|  |                                                                  |

|  | Phuwiangosaurus |
|  |                 |
|  | Titanosauria    |
|  |                 |

|  | Chubutisaurus |
|  |               |
|  | Wintonotitan  |
|  |               |

|  | Brachiosauridae                                                  |
|  |                                                                  |
|  | \| \| Phuwiangosaurus \| \| \| \| \| \| Titanosauria \| \| \| \| |
|  |                                                                  |
|  | Phuwiangosaurus                                                  |
|  |                                                                  |
|  | Titanosauria                                                     |
|  |                                                                  |

|  | Phuwiangosaurus |
|  |                 |
|  | Titanosauria    |
|  |                 |

|  | Janenschia     |
|  |                |
|  | Tastavinsaurus |
|  |                |

|  | Chubutisaurus |
|  |               |
|  | Wintonotitan  |
|  |               |

|  | Brachiosauridae                                                  |
|  |                                                                  |
|  | \| \| Phuwiangosaurus \| \| \| \| \| \| Titanosauria \| \| \| \| |
|  |                                                                  |
|  | Phuwiangosaurus                                                  |
|  |                                                                  |
|  | Titanosauria                                                     |
|  |                                                                  |

|  | Phuwiangosaurus |
|  |                 |
|  | Titanosauria    |
|  |                 |

|  | Chubutisaurus |
|  |               |
|  | Wintonotitan  |
|  |               |

|  | Brachiosauridae                                                  |
|  |                                                                  |
|  | \| \| Phuwiangosaurus \| \| \| \| \| \| Titanosauria \| \| \| \| |
|  |                                                                  |
|  | Phuwiangosaurus                                                  |
|  |                                                                  |
|  | Titanosauria                                                     |
|  |                                                                  |

|  | Phuwiangosaurus |
|  |                 |
|  | Titanosauria    |
|  |                 |

|  | Chubutisaurus |
|  |               |
|  | Wintonotitan  |
|  |               |

|  | Brachiosauridae                                                  |
|  |                                                                  |
|  | \| \| Phuwiangosaurus \| \| \| \| \| \| Titanosauria \| \| \| \| |
|  |                                                                  |
|  | Phuwiangosaurus                                                  |
|  |                                                                  |
|  | Titanosauria                                                     |
|  |                                                                  |

|  | Phuwiangosaurus |
|  |                 |
|  | Titanosauria    |
|  |                 |

|  | Chubutisaurus |
|  |               |
|  | Wintonotitan  |
|  |               |

|  | Brachiosauridae                                                  |
|  |                                                                  |
|  | \| \| Phuwiangosaurus \| \| \| \| \| \| Titanosauria \| \| \| \| |
|  |                                                                  |
|  | Phuwiangosaurus                                                  |
|  |                                                                  |
|  | Titanosauria                                                     |
|  |                                                                  |

|  | Phuwiangosaurus |
|  |                 |
|  | Titanosauria    |
|  |                 |

|  | Galvesaurus     |
|  |                 |
|  | Tehuelchesaurus |
|  |                 |

|  | Janenschia     |
|  |                |
|  | Tastavinsaurus |
|  |                |

|  | Chubutisaurus |
|  |               |
|  | Wintonotitan  |
|  |               |

|  | Brachiosauridae                                                  |
|  |                                                                  |
|  | \| \| Phuwiangosaurus \| \| \| \| \| \| Titanosauria \| \| \| \| |
|  |                                                                  |
|  | Phuwiangosaurus                                                  |
|  |                                                                  |
|  | Titanosauria                                                     |
|  |                                                                  |

|  | Phuwiangosaurus |
|  |                 |
|  | Titanosauria    |
|  |                 |

|  | Chubutisaurus |
|  |               |
|  | Wintonotitan  |
|  |               |

|  | Brachiosauridae                                                  |
|  |                                                                  |
|  | \| \| Phuwiangosaurus \| \| \| \| \| \| Titanosauria \| \| \| \| |
|  |                                                                  |
|  | Phuwiangosaurus                                                  |
|  |                                                                  |
|  | Titanosauria                                                     |
|  |                                                                  |

|  | Phuwiangosaurus |
|  |                 |
|  | Titanosauria    |
|  |                 |

|  | Chubutisaurus |
|  |               |
|  | Wintonotitan  |
|  |               |

|  | Brachiosauridae                                                  |
|  |                                                                  |
|  | \| \| Phuwiangosaurus \| \| \| \| \| \| Titanosauria \| \| \| \| |
|  |                                                                  |
|  | Phuwiangosaurus                                                  |
|  |                                                                  |
|  | Titanosauria                                                     |
|  |                                                                  |

|  | Phuwiangosaurus |
|  |                 |
|  | Titanosauria    |
|  |                 |

|  | Chubutisaurus |
|  |               |
|  | Wintonotitan  |
|  |               |

|  | Brachiosauridae                                                  |
|  |                                                                  |
|  | \| \| Phuwiangosaurus \| \| \| \| \| \| Titanosauria \| \| \| \| |
|  |                                                                  |
|  | Phuwiangosaurus                                                  |
|  |                                                                  |
|  | Titanosauria                                                     |
|  |                                                                  |

|  | Phuwiangosaurus |
|  |                 |
|  | Titanosauria    |
|  |                 |

|  | Janenschia     |
|  |                |
|  | Tastavinsaurus |
|  |                |

|  | Chubutisaurus |
|  |               |
|  | Wintonotitan  |
|  |               |

|  | Brachiosauridae                                                  |
|  |                                                                  |
|  | \| \| Phuwiangosaurus \| \| \| \| \| \| Titanosauria \| \| \| \| |
|  |                                                                  |
|  | Phuwiangosaurus                                                  |
|  |                                                                  |
|  | Titanosauria                                                     |
|  |                                                                  |

|  | Phuwiangosaurus |
|  |                 |
|  | Titanosauria    |
|  |                 |

|  | Chubutisaurus |
|  |               |
|  | Wintonotitan  |
|  |               |

|  | Brachiosauridae                                                  |
|  |                                                                  |
|  | \| \| Phuwiangosaurus \| \| \| \| \| \| Titanosauria \| \| \| \| |
|  |                                                                  |
|  | Phuwiangosaurus                                                  |
|  |                                                                  |
|  | Titanosauria                                                     |
|  |                                                                  |

|  | Phuwiangosaurus |
|  |                 |
|  | Titanosauria    |
|  |                 |

|  | Chubutisaurus |
|  |               |
|  | Wintonotitan  |
|  |               |

|  | Brachiosauridae                                                  |
|  |                                                                  |
|  | \| \| Phuwiangosaurus \| \| \| \| \| \| Titanosauria \| \| \| \| |
|  |                                                                  |
|  | Phuwiangosaurus                                                  |
|  |                                                                  |
|  | Titanosauria                                                     |
|  |                                                                  |

|  | Phuwiangosaurus |
|  |                 |
|  | Titanosauria    |
|  |                 |

|  | Chubutisaurus |
|  |               |
|  | Wintonotitan  |
|  |               |

|  | Brachiosauridae                                                  |
|  |                                                                  |
|  | \| \| Phuwiangosaurus \| \| \| \| \| \| Titanosauria \| \| \| \| |
|  |                                                                  |
|  | Phuwiangosaurus                                                  |
|  |                                                                  |
|  | Titanosauria                                                     |
|  |                                                                  |

|  | Phuwiangosaurus |
|  |                 |
|  | Titanosauria    |
|  |                 |